# قرة العين القزوينية
قرة العين القزوينية أو الطاهرة، وهما لقبان لها، أما أسمها الحقيقي فهو فاطمة الباراغاني (1231 - 1269 هـ / 1815 - 1852 م) هي أديبة وشاعرة، نسبتها إلى قزوين.
هي زريّن تاج بنت ملاّ صالح القزويني، مولدها في قزوين وتوفيت في طهران. كانت تلقي الدروس في مدينة كربلاء عام 1843م. اعتبرت نفسها أو اعتبرها البعض إعادة بعث لـفاطمة الزهراء. كانت داعية بابية قوية، وقد أعدمت لأجل ذلك. أدى ظهورها سافرةً على الملأ في مؤتمر هام للبابيين الأوائل (مؤتمر بدشت) إلى إثارة الجدل وإلى التنبيه إلى أن البابية هي دينٌ جديدٌ وليست حركة إصلاحٍ إسلاميٍ كما اعتقد البعض. لها شعرٌ بالعربية والفارسية، وأحيانًا تخلط بينهما في القصيدة الواحدة (تلميع).
رُبما يُمكن تذكُّر الطاهرة فاطمة جيدًا لأنها كشفت النقاب في وسط حشدٍ من الرجال في مؤتمر البدشت، ليتسبب كشفها النقاب أمام الرجال في إثارة الكثير من الجدل حتى سمّاها الباب «المرأة النقيّة أو الصافية» لإبداء دعمه لها. سُرعان ما اعتُقلت ووُضعت تحت الإقامة الجبرية في طهران. في مُنتصف عام (1852)، أُعدمت سرًا لعقيدتها البابيّة، ولكشفها النقاب. صرّحت قبل موتها: «يُمكنك قتلي كما متى تريد، لكن لا يُمكنك إيقاف تحرر النساء». رفع البابيين والبهائيين منزلتها مُنذ موتها إلى مرتبة الشهيد، ووصفوها بأنها أول امرأةٍ شهيدة بسبب الرأي. كرّمها البابيون والبهائيون، ودائمًا ما ذكرها الأدب البهائي كمثالٍ على الشجاعة في الرأي للدفاع عن حقوق المرأة. تاريخ ميلادها غير مؤكدٍ بسبب تدمير سجلات الميلاد بعد إعدامها.

## حياتها المُبكرة
وُلدت باراغاني في قزوين بالقرب من طهران، وهي الأكبر من بين أربع شقيقات لمحمد صالح باراغاني، والذي يُعرف بترجمته للقرآن، ومطالبته بتطبيق العقوبات، ومعارضته الشديدة لشُرب الخمر. والدتها كانت من عائلةٍ فارسية، وكان شقيق والدتها إمامًا لمسجد الصالح في قزوين. جعل النقص في الأدلة التاريخية المعاصرة من الصعب معرفة تاريخ ميلادها على وجة من الدقة، لكن المؤرخ المعاصر نبيل يرى أنه كان في عام (1817)، بينما يدّعي آخرون تاريخًا مبكرًا عام (1914).

### التعليم
تعلمت باراغاني بشكلٍ خاصٍ دونًا عن الفتيات في منطقتها في ذلك الوقت، وكامرأةٍ متعلمةٍ في وقتها، تُعتبر ظاهرة نادرة، ليخرج والدها عن المألوف ويقرر تعليم ابنته بنفسه. كفتاةٍ تعيش في بيتٍ دينيٍ، تعلمت باراغاني علم اللاهوت، والفقه، والأدب الفارسي، كما سمح لها والدها ببدء تعلم الدراسات الإسلاميّة. أبهرت باراغاني والدها بتفوقها على أولاده الذكور، حتى وصفها بأنها نابغةٌ في الأدب. سمح لها والدها أيضًا بالاستماع إلى دروسه التي كان يُلقيها على التلاميذ الذكور ولكن من خلف ستارٍ دون أن يعلم أحدٌ بوجودها.
بسبب تعليمها على يد والدها وعمها، تمكنت من فهمٍ أعمقٍ لعلم اللاهوت والفقة والمواد التعليمية الأخرى مقارنةً بمعاصريها في ذلك الوقت. أثبت تعليم باراغاني نفسه خلال السنوات اللاحقة مما زاد الرغبة لدى النساء في التعلم من خلال دائراتهن الاجتماعية، وربما كان له الأثر الأكبر في اتجاه باراغاني نحو التعاليم البابية الراديكاليّة.
سمح لها جمالها وذكاؤها بتأثيرٍ كبيرٍ على العديد من تلامذتها. يقول الطبيب النمساوي جاكوب إدوارد: «لاحظت جمالها وبهائها من خلال العديد من الكتابات، ليس غريبًا أن يكون لتعليمها على يد والدها الأثر الأكبر في أن تصبح امرأةً متدينةً تقية، والتي أكدت هذه المُعتقدات لبقية حياتها. جعلها أيضًا متعطشةً للمعرفة والقراءة والكتابات الدينية والأشكال الأخرى من الأدب. انتهى تعليمها بشكلٍ رسميٍ في الثالثة عشر أو الرابعة عشر من عُمرها، عندما استدعاها والدها لخطبتها التي رتبها مع عمها.»

### زواجها
رغم نبوغها في الكتابة والشعر، إلا أنها رضخت لضغوط الأسرة لتتزوج في سن الرابعة عشر من ابن عمها محمد باراغاني. أنجبت باراغاني ثلاثة أطفال، لكن يبدو أن الزواج لم يكن سعيدًا منذ البداية بسبب أن زوجها محمد باراغاني كان ممانعًا أن تستكمل دراساتها الأدبية. هرب الولدان من والدهما بعد وفاة والدتهما إلى النجف وطهران، في حين توفت الابنة بعد وفاة والدتها بوقتٍ قصيرٍ.
خلال زواجها، تعرّفت باراغاني على تعاليم الشيخي الراديكالية من خلال مكتبة ابن عمها جواد فالياني. كان فالياني ممانعًا في البداية من السماح لها بالاطلاع على الأدب الخاص بالحركة بسبب ممانعة ومعارضة والدها وعمها الشديدة لهذه الحركة، لكن باراغاني انجذبت بمرور الوقت لتعاليم الشيخية وكانت تراسل سيد كاظم بشكلٍ منتظمٍ. في البداية أبقت باراغاني معتقداتها الدينية الجديدة سرًا، إلا أنها وجدت من الصعب الاحتفاظ بهذا الحمل الثقيل وبدأت بمواجة عائلتها علانية. طلبت باراغاني من والدها وعمها وزوجها السماح لها بزيارة الأماكن المقدسة في كربلاء إلا أنهم رفضوا، وفي عُمر السادسة والعشرين عام (1843)، انفصلت باراغاني عن زوجها واصطحبت اختها لزيارة الأماكن المقدسة في كربلاء، وكان دافعها الأكبر هو مقابلة معلمها كاظم راشتي. بعد وقت قصير من وصولها إلى كربلاء، تُوفى المعلم. انتقلت بعد ذلك إلى منزل سيد كاظم، واستمرت في التدريس لأتباعه لكن من خلف ستار.

### التحوّل
من خلال مراسلاتها مع علي محمد الشيرازي المعروف "بالباب"، أصبحت التابعة السابعة عشر له. وبصفتها المرأة الوحيدة في مجموعة التابعين للباب، كانت دائمًا تُقارن بمريم المجدلية، والتي تُعتبر واحدةً من الرموز المسيحية. استمرت باراغاني بالإقامة في منزل سيد كاظم، وبدأت في نشر التعاليم الدينية الجديدة للباب، وجذب المزيد من الشيخيين لكربلاء.

## كتابعة للتعاليم البابية (1844-1848)
واصلت باراغاني تعلم التعاليم البابية الجديدة أثناء وجودها بكربلاء في العراق. نقلتها الحكومة إلى بغداد بعد أن اشتكى بعض رجال الدين الشيعة منها، حيثُ أقامت في منزل مفتي بغداد الشيخ محمود الآلوسي، والذي سُرّ بذكائها ونبوغها. بدأت هناك في إلقاء الدروس العامة، وتعليم معتقدها الجديد للآخرين، والدخول في النقاشات والقضايا الشائكة مع رجال الدين الشيعة. حصلت باراغاني على العديد من النساء التابعات لها بعد أن أُعجبن بأسلوبها وعلمها. احتجت سلطات بغداد لدى الحكومة بسبب وجود باراغاني في بغداد، وأنها بدلاً من ذلك، عليها المجادلة ومعالجة قضيتها هناك في إيران. وفي عام (1847)، صدرت تعليمات من السلطات العثمانيّة بترحيلها  هي وعدد من البابيين من بغداد إلى إيران.

### الشعر
ازدهرت قصائد باراغاني بعد تحوّلها إلى المُعتقدات البابية، كانت معظم قصائدها تتحدث عن الحنين للقاء الباب. أظهرت قصائدها الشعريّة معرفة واسعة بالأدب العربي والفارسي، ونادرًا ما شُوهدت تلك الموهبة في امرأة في منتصف القرن التاسع عشر في إيران. عندما قُتلت باراغاني، دمّر أفراد أسرتها المُعادين لها كل قصائدها لكن لحسن الحظ، نجت بعض منها وانتشرت في كل أنحاء إيران، فلم تكن باراغاني مهتمة بإرسال قصائدها للطباعة.

### العودة إلى إيران
أثناء رحلتها العائدة إلى قزوين بإيران، أعلنت علانيةً عن المعتقدات البابية بما في ذلك التوقف في كيراند وكرمانشاه، حيثُ أجرت العديد من النقاشات مع رجل الدين آق عبد الله البيهابيهاني. أرسل آق إلى والدها يطالبه بإخراج ابنته من كرمانشاه. سافرت بعد ذلك إلى مدينة ساهنية الصغيرة ثم إلى مدينة همدان حيثُ قابلت هناك أشقائها الذين طلبوا منها العودة إلى قزوين. وافقت على العودة مع أشقائها إلى قزوين بعد أن جعلت الحالة العامة في همدان مُتقبلة للتعاليم البابيّة. شَعر والدها وعمها بالحزن بسبب تصرفاتها التي جلبت الضيق والعار للعائلة، وعند عودتها إلى قزوين، رفضت العيش مع زوجها، وانتقلت للعيش مع شقيقها.

### هروبها إلى طهران
سعى والدها وعمها إلى صرفها عن معتقداتها بعد وصولها إلى منزل العائلة، لكنها أصرت وقدمت لهم الأدلة التي تدعي صحة المنهج البابي، بعد ذلك بعدة أسابيع طلقها زوجها، وندّد بها عمها علانية.
قُتل عَمُها محمد تقي الباراغاني أثناء تواجدها في قزوين، اتُهمت باراغاني بتدبير مقتله بسبب الخلافات السابقة بينهما. استُجوبت باراغاني في مقتل عمها وتم الضغط عليها للاعتراف بقتله، إلا أن التهم أُسقِطت من عليها بعد اعتراف القاتل نفسه. عادت باراغاني إلى منزل والدها لتُوضع تحت الإقامة الجبرية. وفي وقتٍ لاحقٍ وبمساعدة بهاء الله هربت إلى طهران، لتمكث في منزله مع زوجته.

### مؤتمر بدشت
في شهر يونيو -حزيران- ويوليو –تموز- عام (1848)، التقى عددٌ من القادة البابيين في قرية بدشت في مؤتمرٍ كان الغرض منه إعادة ترتيب صفوف البابيين وإيجاد وسيلة لإطلاق سراح الباب من سجنه، أشار العديد من الحاضرين إلى وجوب استخدام التمرد المسلح كوسيلة لإطلاق سراح الباب لإعادة ترتيب الصفوف. وفي سابقة غير متوقعة أثناء المؤتمر، كشفت باراغاني نقابها أمام مجموعة من الرجال في مفاجأة من العيار الثقيل، بعد أن كان يعرفها الجميع بالصفاء والنقاء، حتى أن أحدهم شق حنجرته، وهرب والدم يسيل من رقبته، كما تسبب كشف نقابها في إثارة موجة من الجدل تسببت في ارتداد الكثيرين عن المنهج البابي.

## سجنها ووفاتها (1848-1852)
سافرت باراغاني والقدّوس إلى مازانداران بعد انتهاء المؤتمر، لكنهما تعرضا للمضايقات بسبب القرويين الكارهين للتعاليم البابية، وخلال تلك الفترة، قٌبض عليها ووُضعت تحت الإقامة الجبرية في منزل محمود خان في طهران، لكنها وجدت هناك اهتمامًا كبيرًا من النساء في طهران وحتى من محمود خان نفسه ومن أفراد أسرته، ومن هنا بدأ أول ظهورٍ لها في الصحف الغربية.
أُقتيدت إلى المحاكمة تحت إشراف القاضي الشاب ناصر الدين شاه والذي حذَرها من الاستمرار على معتقداتها قبل رجوعها تحت الإقامة الجبرية مرةً أخرى في منزل محمود خان، كتب لها الشاه في وقتٍ لاحقٍ خطابًا أوضح فيه أنَّه يجب عليها التخلي عن التعاليم البابية، لكن باراغاني ردّت عليه بالرفض من خلال قصيدة ألفتها. وفي اليوم السابق لإعدامها، قُدمت مرةً أخرى للمحاكمة ليسألها القاضي عن معتقداتها، لكنها أصرت على البقاء عليها.
بعد المؤتمر الأخير، أُعدمت باراغاني بتهمة الفساد في الأرض، وهي أول امرأة فارسية تُعدم بسبب هذه التهمة وهي نفسها التهمة التي تتذرع بها إيران حاليًا عند إعدام الخصوم.

## إرثها
تُعتبر باراغاني واحدةً من أبرز الشخصيات البابية على الإطلاق لما تتمتع به من جاذبية، فتخطّت كل القيود المفروضة على النساء في مجتمعها التقليدي. كتبت مجلدًا عن المعتقدات البابية، كما نجت العديد من رسائلها الشخصية من التدمير. رغم تمتعها بمكانةٍ كبيرةٍ عند البهائيين الذين يعتبرونها شخصيةً بارزةً في مذهبهم، إلا أنها ألهمت العديد من النساء من بعدها على المستوى التعليمي والنضالي.

## في الأدب والفنون
ركّز بعض كتّاب المعتقد البهائي كتاباتهم على باراغاني. كتب الكاتب المسرحي الروسي إيزابيللا جرينفسكايا مسرحية بعنوان «الباب» على حياة ومواقف مؤسس المُعتقد البابي، مع التركيز على باراغاني، والتي تم تمثيلها في بطرسبورغ عام (1904)، ومرةً أخرى عام (1916).
نشرت بهية ناخجفاني لها مجلة «المرأة التي تقرأ كثيرًا» والتي صدرت عام (2007)، وصدرت النسخة الإنجليزية منها عام (2015). تحدثت المجلة عن باراغاني، وسلط الكاتب الضوء على النقاط المحوريّة من حياتها والأم والأخت والأخ، وقوة تأثيرها على محيطها من النساء.
لعبت نازنين أفشين دور باراغاني في فيلم بإخراج جاك لينز بعنوان «أحلام منى» والذي سيحكي قصة منى محمود نجاد.
طلبت إحدى أكثر الممثلات الفرنسيات شهرةً في يومها سارة برناردت من اثنين من المؤلفين الذين يعملون معها، كتابة مسرحية عن باراغاني والبابيين لتأديتها على المسرح.
أنتجت صانعة الأفلام والممثلة الإيرانية المقيمة في فرنسا شابام تلوي فيلمًا وثائقيًا مدته 67 دقيقة عن حياة باراغاني في أبريل –أيار- عام (2016). سُمي الفلم باسم «اللهب، الوردة، الغبار» وكان باللغة الفارسية مع ترجمة إلى اللغة الإنجليزية والفرنسية.
ألفت كل من راسل وجينا غارسيا مسرحيّة موسيقية تحت عنوان «النيران الجامحة» عن باراغاني وحياتها.

## وصلات خارجية
- فيلم وثائقي عن حياة «الطاهرة» مع قلبل من الدراما السينمائية (مدبلج باللغة العربية)